# Сьвідно (Груєцький повіт)
Сьвідно (пол. Świdno) — село в Польщі, у гміні Могельниця Груєцького повіту Мазовецького воєводства.
Населення — 197 осіб (2011).
У 1975-1998 роках село належало до Радомського воєводства.

## Демографія
Демографічна структура станом на 31 березня 2011 року:
|          | Загалом | Допрацездатний вік | Працездатний вік | Постпрацездатний вік |
| -------- | ------- | ------------------ | ---------------- | -------------------- |
| Чоловіки | 91      | 14                 | 68               | 9                    |
| Жінки    | 106     | 18                 | 57               | 31                   |
| Разом    | 197     | 32                 | 125              | 40                   |